# Dicranomyia (Dicranomyia) unicinctifera
Dicranomyia (Dicranomyia) unicinctifera is een tweevleugelige uit de familie steltmuggen (Limoniidae). De soort komt voor in het Palearctisch gebied.